# Ochiul boului (strugure)
Ochiul boului este un vechi soi românesc de struguri albi cultivat în trecut mai ales Basarabia. În zilele noastre se întâlnește pe ambele maluri ale Prutului.

## Sinonime
În trecut mai era cunoscut sub numele de Gărgăunariță boierească sau Vărateca. În zilele noastre i se mai spune Poama boului, Poamă de bou, Ochiul boului alb de Ștefănești, Ochiul vacii, Capul boului, Bouleană, Bouleancă, Boierească, Poama boierului, Poama burghezului, Ochiul burghezului, Gărgăunariță, Gîrgîriță, Poamă gîrgîriță, Gîrgîratică, Poama cea mare, Poamă mare, Balaban, Poamă balabană (de la tc. balîbîn=mare), (Poamă) timpurie, (Strugure) timpuriu, (Strugurii) timpurii, (Poamă) văratică. . 
Posibil să fie unu și același soi cu Boierească albă.
Soi timpuriu de masă și de vin cu maturare la sfârșitul lunii iulie și începutul lunii august motiv pentru care era căutat de păsări și viespi. Strugurii aveau formă cilindrică, cu boabe mari, dese, ovale și fără a avea rezistență la păstrare. Pulpa era cărnoasă și dulce având pielița albicioasă și lucioasă. Producția era mică, iar din acești struguri se obțineau vinuri albe, slab alcoolice, care se consumau în primul an. 